# Brosepark
Der Brosepark ist eine öffentliche Parkanlage in Berlin-Niederschönhausen, die seit 1920 existiert. Er hat eine Fläche von etwa vier Hektar.

## Namensgebung und Geschichte
Benannt ist der Park nach dem Pankower Bankier Cristian Wilhelm Brose, der das Grundstück mit einem bereits 1764 für den Küster Palm erbauten Haus erwarb. 
Die Gemeinde Niederschönhausen kaufte 1920 den Park, der bis dahin im Besitz der Familie Brose war. Bis auf das Küster-Palm-Haus trugen die Gebäude im Zweiten Weltkrieg schwere Schäden davon. Sie wurden Ende der 1950er Jahre wegen Baufälligkeit abgetragen. Das gleiche Schicksal ereilte im Jahr 1988 das Küster-Palm-Haus. Mitte der 1990er Jahre wurde es mit Sponsorenmitteln und Senatsgeldern wieder aufgebaut. Der Park wurde 1985 bis 1987 umfassend rekonstruiert.
Im Zeitraum bis 1943 gab es Pläne, im Brosepark eine Freilichtbühne zu errichten.

## Nutzung und Ausstattung
Das wieder aufgebaute Küster-Palm-Haus ist Sitz des Freundeskreises der Chronik Pankow e. V. Das angrenzende Max-Delbrück-Gymnasium nutzt den Park für den Sportunterricht. Der Park ist für alle zugänglich und wird gerne als Jogging-Areal oder als Abkürzung gebraucht.

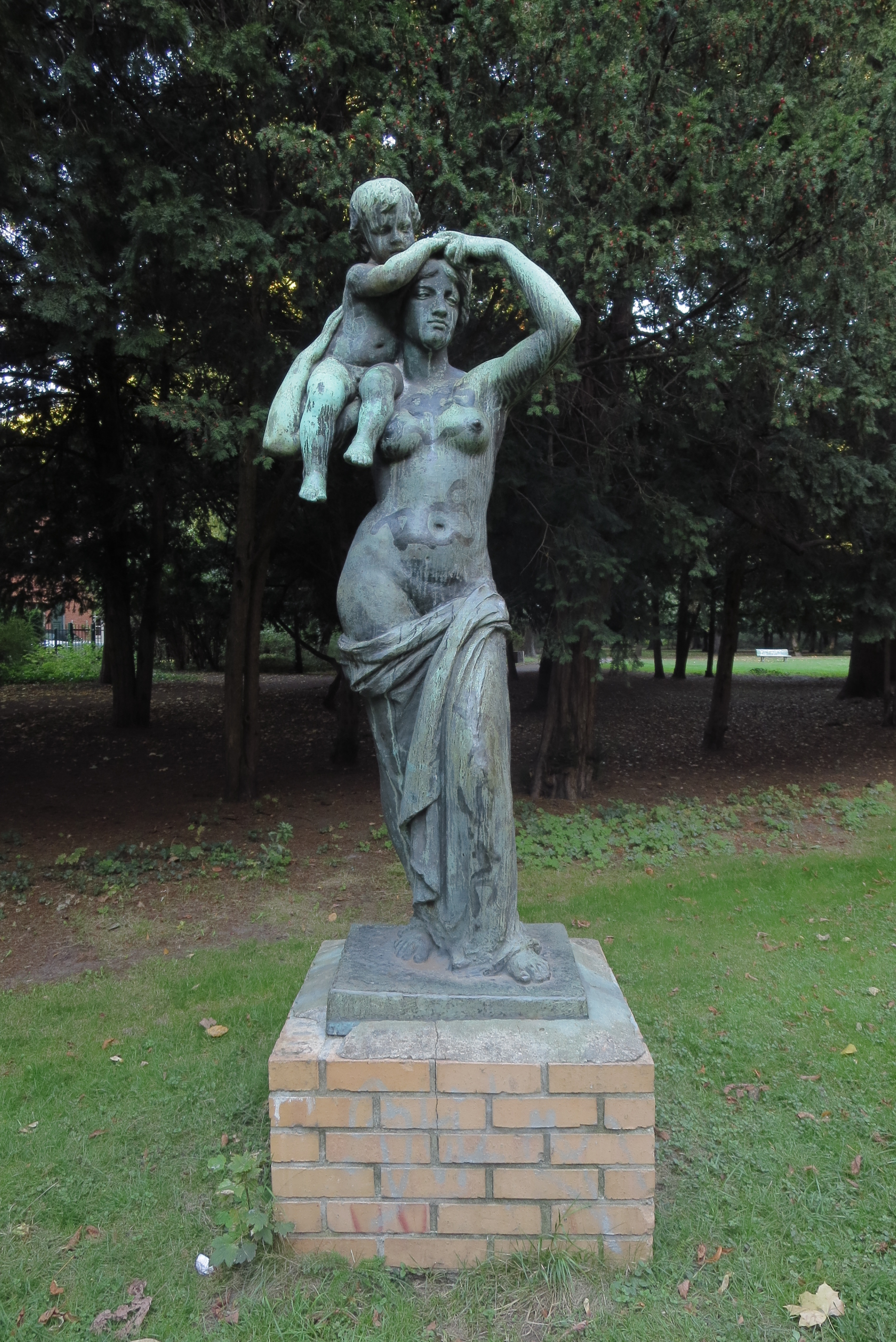
Bronzeplastik Mutter mit Kind

Seit 1976 befindet sich im Park die Bronzeplastik Mutter mit Kind des Bildhauers Reinhold Felderhoff. Die 215 cm hohe und 1911 geschaffene Figur stand zwischen 1955 und 1971 auf dem Pankower Anger.

## Baumbestand
Der Baumbestand im Brosepark ist sehr wertvoll. Wegen ihrer Seltenheit und Schönheit sind zwei Eiben, eine Flatterulme, ein Bergahorn, eine Hainbuche und eine Platane zu Naturdenkmalen erklärt worden.